# العلاقات النمساوية الكورية الجنوبية
العلاقات النمساوية الكورية الجنوبية هي العلاقات الثنائية التي تجمع بين النمسا وكوريا الجنوبية.

## مقارنة بين البلدين
هذه مقارنة عامة ومرجعية للدولتين:
| وجه المقارنة                                              | النمسا                                                    | كوريا الجنوبية                                                          |
| --------------------------------------------------------- | --------------------------------------------------------- | ----------------------------------------------------------------------- |
| المساحة (كم2)                                             | 83.86 ألف                                                 | 100.30 ألف                                                              |
| عدد السكان (نسمة)                                         | 8.81 مليون                                                | 51.47 مليون                                                             |
| الكثافة السكانية (ن./كم²)                                 | 105.06                                                    | 513.16                                                                  |
| العاصمة                                                   | فيينا                                                     | سول                                                                     |
| اللغة الرسمية                                             | اللغة الألمانية، لغة الإشارة النمساوية ‏                   | اللغة الكورية                                                           |
| العملة                                                    | يورو، شلن نمساوي، رايخ مارك، شلن نمساوي                   | وون كوري جنوبي                                                          |
| الناتج المحلي الإجمالي (بليون دولار)                      | 416.60 مليار                                              | 1.53 تريليون                                                            |
| الناتج المحلي الإجمالي (تعادل القوة الشرائية) بليون دولار | 426.99 مليار                                              | 1.75 تريليون                                                            |
| الناتج المحلي الإجمالي الاسمي للفرد دولار أمريكي          | 43.77 ألف                                                 | 27.22 ألف                                                               |
| الناتج المحلي الإجمالي للفرد دولار أمريكي                 | 47.68 ألف                                                 |                                                                         |
| مؤشر التنمية البشرية                                      | 0.885                                                     | 0.901                                                                   |
| رمز المكالمات الدولي                                      | +43                                                       | +82                                                                     |
| رمز الإنترنت                                              | .at                                                       | .kr                                                                     |
| المنطقة الزمنية                                           | توقيت وسط أوروبا، ت ع م+01:00، ت ع م+02:00، أوروبا/فيينا ‏ | توقيت كوريا الجنوبية، ت ع م+09:00، آسيا/سيول ‏، ت ع م+08:00، ت ع م+08:30 |

## مدن متوأمة
في ما يلي قائمة باتفاقيات التوأمة بين مدن نمساوية وكورية جنوبية:
- ترتبط لينتس مع جوانج يانج باتفاقية توأمة منذ 6 مايو 1983.[14]

## منظمات دولية مشتركة
يشترك البلدان في عضوية مجموعة من المنظمات الدولية، منها:
| علم المنظمة | اسم المنظمة                               | تاريخ انضمام النمسا | تاريخ انضمام كوريا الجنوبية |
| ----------- | ----------------------------------------- | ------------------- | --------------------------- |
|             | مؤسسة التمويل الدولية                     | 28 سبتمبر 1956      | 16 مارس 1964                |
|             | مجموعة أستراليا                           | 1989                | 1996                        |
|             | يونسكو                                    | 13 أغسطس 1948       | 14 يونيو 1950               |
|             | مجموعة الموردين النوويين                  | ?                   | ?                           |
|             | الوكالة الدولية للطاقة                    | ?                   | ?                           |
|             | مؤسسة التنمية الدولية                     | 28 يونيو 1961       | 18 مايو 1961                |
|             | منظمة التعاون الاقتصادي والتنمية          | ?                   | 12 ديسمبر 1996              |
|             | المركز الدولي لتسوية المنازعات الاستشارية | 24 يونيو 1971       | 23 مارس 1967                |
|             | وكالة ضمان الاستثمار متعدد الأطراف        | 16 ديسمبر 1997      | 12 أبريل 1988               |
|             | منظمة حظر الأسلحة الكيميائية              | ?                   | ?                           |
|             | البنك الإفريقي للتنمية                    | ?                   | ?                           |
|             | الأمم المتحدة                             | 14 ديسمبر 1955      | 17 سبتمبر 1991              |
|             | منظمة الشرطة الجنائية الدولية             | ?                   | ?                           |
|             | البنك الدولي للإنشاء والتعمير             | 27 أغسطس 1948       | 26 أغسطس 1955               |
|             | الاتحاد البريدي العالمي                   | ?                   | ?                           |
|             | منظمة التجارة العالمية                    | ?                   | ?                           |
|             | الفريق المعني برصد الأرض                  | ?                   | ?                           |
|             | بنك التنمية الآسيوي                       | 1966                | 1966                        |
|             | نظام تحكم تكنولوجيا القذائف               | 1991                | 2001                        |

## أعلام
هذه قائمة لبعض الشخصيات التي تربطها علاقات بالبلدين:
- بان كي مون (12 نوفمبر 1953[22] – )

## وصلات خارجية
- موقع وزارة الخارجية النمساوية
- موقع وزارة الخارجية الكورية الجنوبية